# Lakes (Kumbria)
Lakes – civil parish w Anglii, w Kumbrii, w dystrykcie (unitary authority) Westmorland and Furness. W 2011 civil parish liczyła 4420 mieszkańców.